# František Xaver Boštík

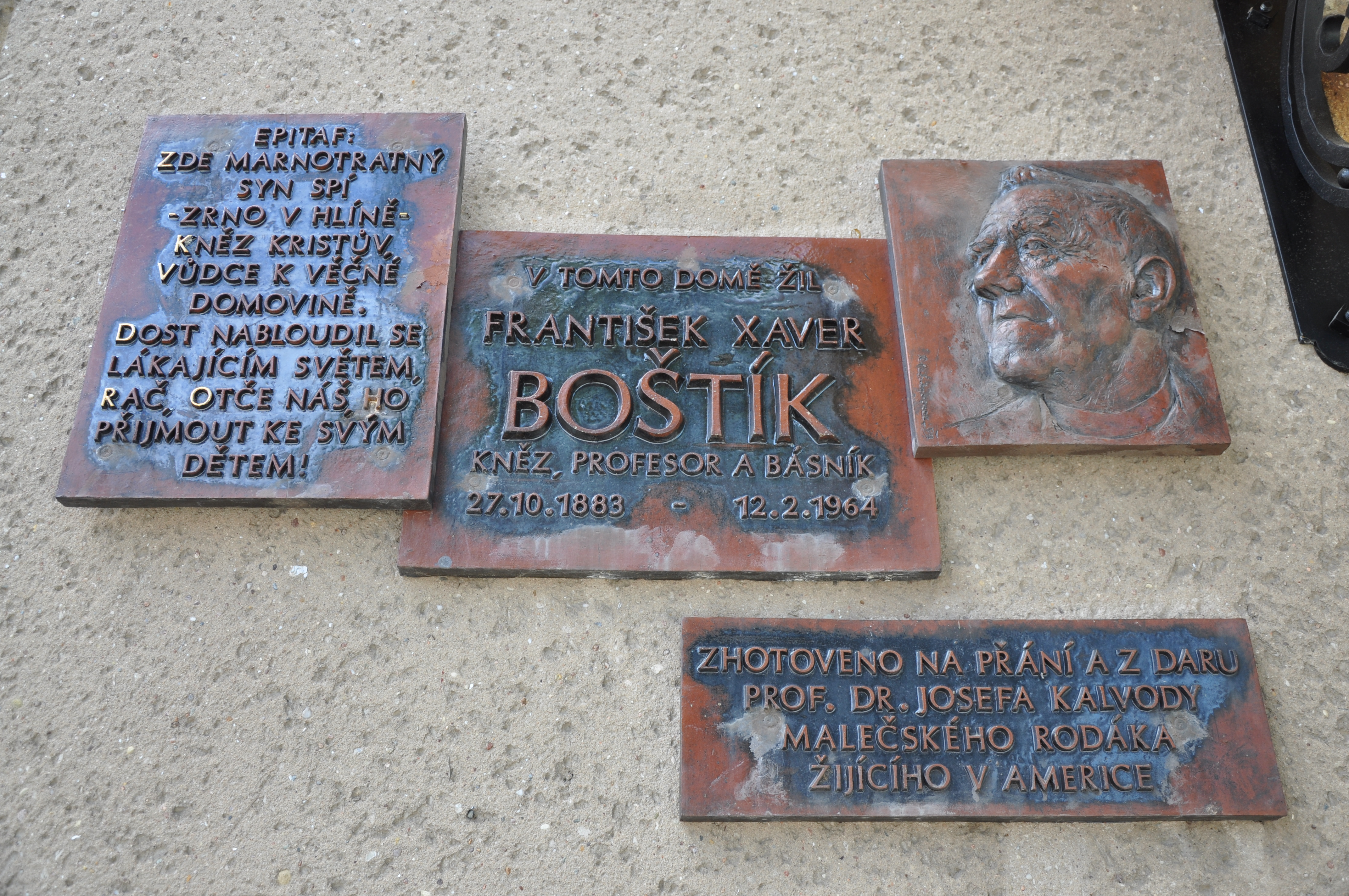
Pamětní deska Františka Xavera Boštíka v Chotěboři

František Xaver Boštík (27. října 1883 Horní Újezd u Litomyšle – 12. února 1964 Chotěboř) byl český katolický kněz, katecheta, básník, spisovatel, učitel a fotograf.
Jako spisovatel se zabýval především přírodní lyrikou. Dílo odkazuje především na region Chotěbořska. Bývá tak považován za regionálního spisovatele. Po roce 1948 byl politicky stíhán a vězněn. Byl strýcem malíře Václava Boštíka (1913-2005).

## Život
František Xaver Boštík se narodil 27. října 1883 v Horním Újezdě u Litomyšle. Vystudoval gymnázium v Litomyšli a poté bohosloveckou fakultu v Hradci Králové. Roku 1907 byl vysvěcen a stal se knězem.
Většinu života strávil v městě Chotěboř, kam se přestěhoval v roce 1917. Od září učil na Chotěbořském gymnáziu římskokatolické náboženství. Dále vyučoval kreslení a v pozdějších letech latinu, němčinu, zeměpis a dějepis.
Sloužil také školní bohoslužby a byl správcem knihovny chudých. Od února 1948 byl F. X. Boštík zbaven služby, poté byl odsouzen a vězněn v Chrudimi a doživotně zbaven souhlasu k výkonu kněžské služby. Později se měl vrátit do Chotěboře.
Jeho výrazným zájmem bylo cestování. Navštívil Slovensko, Polsko, Rakousko, Německo, Francii, Švédsko, Norsko, Itálii, Řecko, Jugoslávii, Palestinu a Egypt.
Zemřel v Chotěboři 12. února 1964 ve svých 80 letech. Je pochován na chotěbořském hřbitově. Náhrobek byl zhotoven podle návrhu jeho synovce Václava Boštíka. V Údolí řeky Doubravy byla roku 1995 instalována jeho pamětní deska. Další pamětní deska se nachází na chotěbořské faře.

## Dílo
- Krvavé vavříny (1938) – dramatické epické básně věnované rodišti Píseň o skonu selského vůdce. Lukáše Pakosty a jeho druhů.[1]
- U zpívajících vod (1939) – básně opěvující řeku Doubravu u Chotěboře
- Dějiny jednoho městečka – nevydaný rukopis o Chotěboři